# Geschenkkarte
Eine Geschenkkarte, auch als Gift Card, elektronische Gutscheinkarte oder Shoppingcard bezeichnet, ist eine spezielle Form der Guthabenkarte im Einzelhandel. Sie ist konzipiert als Ersatz für Gutscheine aus Papier. Wird sie online als PDF ausgegeben, so nennt man sie eGiftCard.

## Funktion
Die Karten haben fast immer die Form einer Zahlungs- oder Kreditkarte. Die Gutscheinkarte wird nicht auf den Namen einer Person ausgestellt, ist aber mit einer eindeutigen Nummer gekennzeichnet und kann von jedem Inhaber genutzt werden. Die Nummer ist über Barcode, Magnetstreifen oder einen RFID-Chip lesbar. Geschenkkarten können wie andere Guthabenkarten durch Einzahlung bestimmter Beträge aufgeladen werden. Die Gutscheinkarten berechtigen den jeweiligen Inhaber, in Höhe des auf der Karte gebuchten Betrags beim Akzeptanzpartner (in der Regel die Filialen einer Einzelhandelskette) einzukaufen.

## Systembeschreibung
Geschenkkarten sind Teil eines Systems zur elektronischen Gutscheinverarbeitung. Das System besteht aus den Gutscheinkarten selbst sowie dem Autorisierungs- und Kontensystem. Die Autorisierung der Geschenkkarten-Transaktionen erfolgt meist online gegen einen zentralen Server.

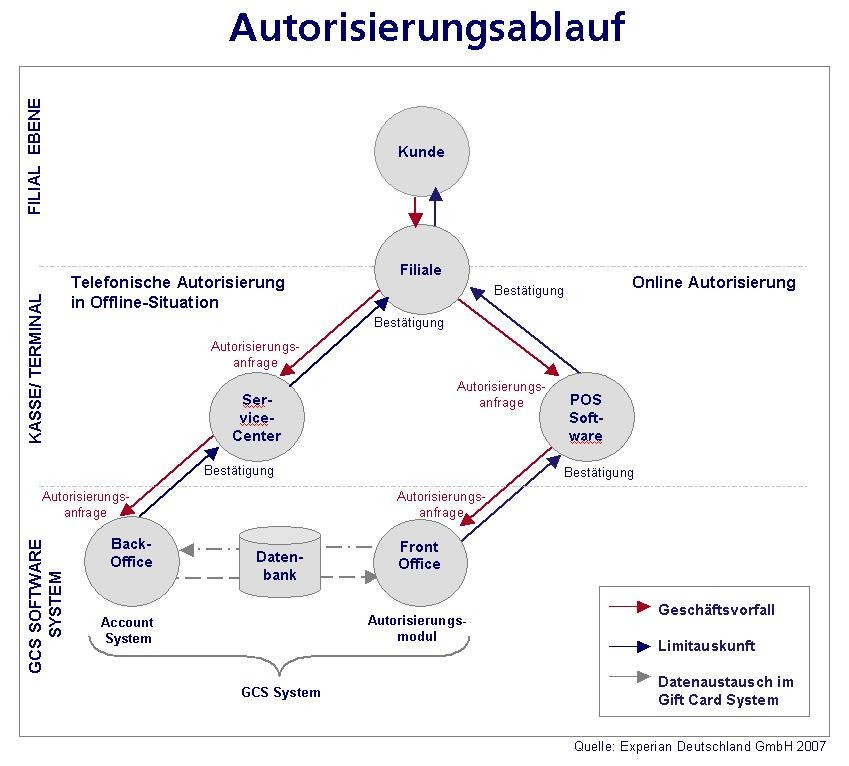
Ablauf der Autorisierung von Geschenkkarten-Zahlungen

Die Verarbeitung von Geschenkkarten erfolgt per Onlineautorisierung. Dazu werden die Transaktionsdaten in Echtzeit vom Verkaufsort an einen zentralen Server geleitet. Dort wird das eindeutige Geschenkkarten-Konto erkannt und entsprechend der Transaktionsart der Kontostand verändert. Alle Verkaufsorte eines Systemverbundes erhalten Onlinezugriff auf diese Daten. Die verschiedenen Transaktionen sind im Wesentlichen:
- Aufladung: Erwerb der Karte bzw. erstmaliges Einzahlen eines Guthabens auf das Kartenkonto am Verkaufsort
- Entladung: Einkauf mit der Karte, Verrechnung des Einkaufsbetrags und entsprechende Anpassung des Kontostandes der Karte
- Wiederaufladung: Erneutes Einzahlen eines Guthabens auf das Kartenkonto
- Guthabenabfrage: Der Kunde hat die Möglichkeit, den Kontostand seiner Karte entweder vor Ort an der Verkaufsstelle über das Internet oder über eine Hotline zu erfragen
- Storno: Aufladung und Entladung der Karte können meist tagesaktuell an der Verkaufsstelle storniert werden

## Marktsituation
Derzeit unterscheidet der Markt für Geschenkkarten drei verschiedene Modelle:
Die klassische Variante wird als Closed-Loop System bezeichnet. Hier erwirbt der Kunde eine vom Einzelhandel ausgestellte Geschenkkarte, die ausschließlich in den Filialen des jeweiligen Einzelhandelsunternehmens eingelöst werden kann.
Im Gegensatz hierzu handelt es sich bei einem Open-Loop System um ein Netzwerk verschiedener Teilnehmer. Open-Loop Systeme werden häufig über bestehende Kreditkartensysteme wie beispielsweise American Express, Visa oder Mastercard abgebildet. In diesem Fall können eine Vielzahl von Akzeptanzstellen weltweit genutzt werden. Bei dieser Art von kreditkartengestützten Systemen wird häufig eine Aktivierungs- und/oder Bearbeitungsgebühr erhoben.

Umsätze von Gutscheinkarten in den USA

Als drittes Modell dient das Semi- oder auch Hybrid-Open-Loop System. Dabei werden von einer Verkaufsstelle Karten verschiedener Closed-Loop-Systeme angeboten. Beispiele hierfür finden sich in Form von sogenannten Gift Card Malls und Gift Card Shops. Diese Modelle sind auf dem angloamerikanischen Markt bereits stark verbreitet. In Deutschland wurde das Modell 2008 von der Retailo AG eingeführt.
Während in Deutschland der Markt für Papiergutscheine seit Jahren stagniert, konnte die Geschenkkarte seit ihrer Einführung auf dem US-amerikanischen Markt stark ansteigende Umsatzzahlen verbuchen. Ein Jahr nach ihrer Einführung wurden 1998 knapp drei Milliarden US-Dollar Umsatz mit dem Verkauf von Geschenkkarten erzielt. 2003 stieg der Umsatz auf knapp 40 Milliarden US-Dollar.

## Geschenkkarten als Sammelobjekte
Geschenkkarten haben sich mittlerweile zu einem beliebten Sammelobjekt entwickelt. Sie haben ein handliches Format und Kunden dürfen die Karten nach Einlösung des Guthabens meistens behalten. Hinzu kommt, dass einige Unternehmen anfingen, verschiedene Motive herauszugeben um etwa saisonale Anlässe zu würdigen. Gestiegene Nachfrage der Sammler führte dazu, dass einige Unternehmen die Sammler als Zielgruppe entdeckten und für die Karten ein ansprechendes Design entwarfen. So gibt es mittlerweile Karten in nicht-rechteckiger Form oder mit speziellen Bildeffekten (beispielsweise Wechselbildkarten von Galeria Kaufhof). In Deutschland bringen große Handelsketten wie Thalia Karten mit Stadtmotiven von Städten ihrer Niederlassungen heraus. Die Media-Saturn-Holding hat weltweit insgesamt 1766 (Stand: 2013) verschiedene Motive herausgegeben.
Ein Online-Katalog ist auf Colnect zu finden. Ein großer Teil der Geschenkkartensammler hatte sich zuvor auf Telefonkarten spezialisiert.
Für Unternehmen ist die Geschenkkarte zum einen ein Werbeträger, zum anderen wird eine Kundenbindung erreicht, da Sammler oftmals Karten mit Guthaben kaufen, um das entsprechende Motiv zu bekommen. Ansprechend gestaltete Motive können zudem zu Mundpropaganda führen.

## eGiftCard
eGiftCards sind Handelsgutscheine, die ausgedruckt werden können und in den Filialen des jeweiligen Händlers eingelöst werden können. Auch bekannt unter den Namen Gutschein zum Selbstausdrucken, PDF-Gutschein oder Geschenkkarte zum Selbstausdruck.

### Verwendung und Akzeptanz
Der Konsument kauft die eGiftCard meistens im Online-Shop des Einzelhändlers und druckt diese nach Erhalt per E-Mail aus. Dieser Ausdruck wird meistens verschenkt und kann dann in den Filialen des Händlers und zumeist auch im Online-Shop verwendet werden.
Laut einer 2011 durchgeführten Studie von FirstData unter 2.100 US-Bürgern haben 12 % schon mal eine eGiftCard gekauft und 14 % eine eGiftCard erhalten. 48 % der Befragten wären grundsätzlich interessiert eine eGiftCard zu erhalten. Wenn bereits eine eGiftCard erhalten wurde, wurde diese zu 43 % im Handel eingelöst und zu 33 % im Online-Shop (Fehlend zu 100 %: Keine Angabe / Weiß nicht).